# وردانية
وردانية هي إحدى القرى اللبنانية من قرى قضاء الشوف في محافظة جبل لبنان.